# Quien mal anda en mal acaba
Quien mal anda en mal acaba es una comedia original de Juan Ruiz de Alarcón, publicada por primera vez por el impresor sevillano Francisco de Leefdael. No apareció en las dos partes de las obras de Alarcón publicadas entre 1628 y 1624, pero fue ampliamente elogiada en el siglo XIX por Juan Eugenio Harztenbusch y Agustín Millares.

## Análisis
Escenifica la historia del morisco Román Ramírez, imitador de Teófilo y Fausto. La Inquisición española conoce del caso y encierra al moro, quien finalmente es sometido a un larguísimo proceso. Alarcón retoma el asunto y lo convierte en una de sus piezas dramáticas mejor logradas. No se conoce a ciencia cierta el original de Alarcón, pues se han perdido algunos versos. En 1852, al editar sus obras completas, Harztenbusch logró la mejor versión de este texto, que incluye revisión filológica.
Castro Leal, uno de los más conocidos estudiosos de Alarcón, fecha Quien mal anda en mal acaba entre 1601 y 1603. Fernández Guerra, sin embargo, coloca la fecha de su creación en 1616 o 1617, pues su calidad y su versificación es muy superior a las primeras comedias alarconianas.
Es muy destacable la versificación de Quien mal anda en mal acaba, pues Alarcón emplea recursos poco usados hasta entonces en el teatro barroco español, como el elevado porcentaje de redondillas, usado solo por Guillén de Castro. También descuella la buena estructura de la comedia, el manejo del sentido dramático y la utilización de la poesía. Agustín Millares la considera, sin duda, «una comedia de colaboración», aunque el resto de la crítica la considera, sin vacilar, fruto único y exclusivo de Juan Ruiz de Alarcón.